# 柳德米拉·莎加洛娃
柳德米拉·亚历山德罗芙娜·莎加洛娃（俄语：Людмила Александровна Шагалова，1923年4月6日—2012年3月13日）是俄罗斯电影女助演，活跃于苏联时期。

## 生平
出生于苏联羅加喬夫（现属白俄罗斯）。曾出演1948年苏联电影《青年近卫军》，获1949年斯大林奖的一等奖。后与电影摄影师维亚切斯拉夫·舒姆斯基结婚。2012年3月13日在莫斯科逝世。
|                                            | 她是一位才华横溢的女演员，对苏联国家电影的发展产生了深远影响。她的电影形象一直受到国民们的喜爱。 |
| ——时任莫斯科市长谢尔盖·索比亚宁，2012年3月 |                                                                                                  |

## 荣誉
- 斯大林奖（1949年）[3]
- 俄罗斯苏维埃联邦社会主义共和国功勋艺术家（1965年）
- 俄罗斯苏维埃联邦社会主义共和国人民艺术家（1977年）